# Wright Flyer
Wright Flyer bylo první motorové, vlastnoručně postavené letadlo. V roce 1903 bratři Wrightové využili při stavbě tohoto stroje koncepce svého kluzáku Wright Glider z roku 1899. K řízení zvolili zakřižování křídel a jako pohonnou jednotku použili vlastní malý lehký motor o výkonu pouhých 9 kW. Za větrného počasí 17. prosince 1903 se poprvé vznesl na 12 sekund, aby urazil vzdálenost 36,5 metru na Kill Devil Hillu v Kitty Hawk ve státě Severní Karolína.
Na místě prvního letu dnes stojí Národní památník bratří Wrightů.

## Technické údaje
- Typ: pokusný, motorem poháněný dvouplošník
- pohon: čtyřválcový řadový motor vlastní konstrukce o výkonu 9 kW (12 HP), váha 77 kg
- maximální rychlost: 48 km/h
- vzletová hmotnost: 338 kg
- Rozpětí: 12,29 m
- Délka: 6,43 m
- Výška: 2,81 m
- Nosná plocha: 35 m2
  - dosažená výška při prvním letu: 3 m
  - délka prvního letu: 36,5 m